# Équipe du Pakistan des moins de 17 ans de football
Maillots
L'équipe du Pakistan des moins de 17 ans est une sélection de joueurs de moins de 17 ans au début des deux années de compétition placée sous la responsabilité de la Fédération du Pakistan de football.

## Parcours en Coupe d'Asie des nations de football des moins de 16 ans
- 1985 : Non inscrit
- 1986 : Non inscrit
- 1988 : Non inscrit
- 1990 : Non inscrit
- 1992 : Non qualifié
- 1994 : Non inscrit
- 1996 : Non inscrit
- 1998 : Non qualifié
- 2000 : Non qualifié
- 2002 : 1er tour
- 2004 : Non inscrit
- 2006 : Non qualifié
- 2008 : Non qualifié
- 2010 : Non qualifié
- 2012 : Non qualifié
- 2014 : Non qualifié
- 2016 : Non inscrit
- 2018 : Non inscrit
- 2023 : À venir

## Parcours en Coupe du monde des moins de 17 ans
- 1985 : Non qualifié
- 1987 : Non qualifié
- 1989 : Non qualifié
- 1991 : Non qualifié
- 1993 : Non qualifié
- 1995 : Non qualifié
- 1997 : Non qualifié
- 1999 : Non qualifié
- 2001 : Non qualifié
- 2003 : Non qualifié
- 2005 : Non qualifié
- 2007 : Non qualifié
- 2009 : Non qualifié
- 2011 : Non qualifié
- 2013 : Non qualifié
- 2015 : Non qualifié
- 2017 : Non qualifié
- 2019 : Non qualifié
- 2023 : À venir

## Palmarès
- Coupe d'Asie du Sud de football des moins de 16 ans
  - Vainqueur en 2011